# 12526 de Coninck
12526 de Coninck este un asteroid din centura principală de asteroizi.

## Descriere
12526 de Coninck este un asteroid din centura principală de asteroizi. A fost descoperit pe 25 aprilie 1998 la Observatorul La Silla de Eric Walter Elst. Asteroidul prezintă o orbită caracterizată de o semiaxă mare de 2,36 ua, o excentricitate de 0,19 și o înclinație de 0,9° în raport cu ecliptica.